# Al-Hadjdj Umar
Al-Hadjdj Umar ibn Said ibn Uthman Tal (Halwar o Aloar a Futa Toro, Senegal, 1797 - Bandiagara, 12 de febrer de 1864) fou un cap tuculor de la casta torobè, que va fundar un regne al Sahel africà i Àfrica occidental (Mali, Guinea i el Senegal).

## Biografia
Era fill de Saydu Tal, un devot musulmà. Va estudiar la religió seguint els ensenyaments derivats del shaykh al-Tidjani, i va practicar la meditació. Va anar a la Meca passant per Kong, Sokoto, Fezzan i Egipte, i allí fou iniciat per Sidi Muhammad al-Ghabi que el va nomenar khalifa pels territoris dels negres. Va visitar Medina i Jerusalem i va tornar tres vegades a la Meca estant en contacte amb els shaykhs de la secta Khalwatiyya. Va retornar al seu país a través e Fezzan i Bornu, i va rebre inicialment el nom de Shaykh al-Murtada. La llegenda diu que va fer diversos miracles. Es va casar amb una filla (de nom Maryatu) del sultà kanemi de Bornu, però aquest després el va voler assassinar; Umar es va lliurar dels sicaris que havia enviat el sultà. Va estar set anys a Sokoto amb Muhammad Bello, fill i successor d'Osman Dan Fodio, i es va casar amb la seva filla Maryam. Va anar després a Hamdallahi, capital de Masina, però després, considerat un agitador perillós, va haver de marxar a Segu on el rei local, Tyéfolo, a petició d'Ahmadou de Masina el va empresonar; quan fou alliberat va tornar a Futa Toro (1838), on fou ben rebut per l'almamy (imam).
Del 1838 al 1846 es va instal·lar a Diégounko a Futa Djallon, prop de Timbo, on va fundar una congregació o zawiya i va instruir nombrosos deixebles. Va explotar les mines d'or de Boiuré el que li va donar un cert poder. El 1846 va retornar sol a Futa Toro per predicar el wird tidjani, però no va aconseguir gaires seguidors; en les seves predicacions va visitar la zona del riu Gàmbia, Saloum, Sine, Baoi i Cayor i va establir contactes amistosos amb el governador francès Caille. El 1848 l'almamy, per por d'un creixement de la seva força, el va expulsar de Futa Toro i es va instal·lar a Dinguiraye (moderna república de Guinea), que va fortificar i que va decidir que seria la base de les seves conquestes en iniciar la guerra santa; els seus partidaris foren anomenats ansar; va aconseguir un subministrament d'armes i municions i va nomenar cap militar a Alfa Umar fill del "tyerno" Baïla.
El primer a ser atacat fou el petit cap de Yimba; el va derrotar i va conquerir el seu territori. Entre 1848 i 1854 va derrotar a petits caps Manding, Tamba Oundé i Bandiougou Keïta, va sotmetre els territoris de Bouré i de Bambouk; a Kolou va derrotar a un exèrcit bambara que venia de Nioro, i va ocupar Koniakari, Yelimané i finalment Nioro el 1854. El darrer rei massassi de Kaarta, Kandia Koulibali, fou també derrotat i executat. Amb això dominava tots els territoris que anaven entre el Futa Djallon i el Hodh. Després del 6 de setembre del 1852 va manifestar haver escoltat tres vegades una veu que l'autoritzava a fer la djihad i en endavant la seva lluita fou per imposar els principis de l'islam. Seguint les seves normes els enemics presoners i ferits no musulmans havien de ser morts i les dones i nens venuts com esclaus, però els enemics i ferits musulmans eren curats i alliberats.
El 1854 va haver de reprendre la lluita contra els bambara de Kaarta que no paraven de revoltar-se tot i que acabaven derrotats. També va lluitar contra els Diawara del Kingi que pel contrari el van derrotar i li van causar greus pèrdues. Va intentar una aliança amb els reis de Segu i de Masina però aquestos la van refusar. El 1855 fou assetjat a Nioro però va aconseguir fer aixecar el setge i tot seguit va iniciar la guerra contra Ahmadou Ahmadou de Masina; com que els peuls de Masina ja eren musulmans va justificar la lluita per imposar el wird tidjani, i va aconseguir una victòria a Kassakéri el 12 d'agost de 1856; va concertar una aliança amb els shaykh Si Ahmad al-Bakkay enemic dels peuls; va fer la guerra contra els kassonké i contra els diversos caps del Bondou i del Futa. El 1857 els habitants de Kaarta es van refugiar a Khasso fugint dels combats, i una part es va refugiar al fort francès de Medina, que Umar va assetjar; el mulat Paul Holl va resistir el setge de tres mesos, fins que el general Louis Faidherbe va arribar en ajut i es va haver de retirar el 18 de juliol de 1857.
El 1858 Umar va fortificar Joundian i va entrar al Boundou i al Futa atacant el 1859 Matam, però fou rebutjat i va tornar a Nioro. Els francesos van ocupar Guénou, van netejar la rodalia de Bakel i es van apoderar dels territoris del Dimar i del Damga. El Futa Toro es va escapar a l'autoritat d'Umar i llavors va voler desplaçar a la població de la zona cap a Kaarta, que havia quedat despoblada, amb la idea de tenir pobles fidels prop de Nioro; però els tocolor no volien emigrar i va caler fer cremar els pobles per obligar la gent a marxar a Kaarta; l'èxode va provocar malalties i sobretot una gran fam. El 1860 Umar va reprendre la conquesta del regne bambara de Segu, que fou assolat. El gener del 1861 va vèncer a Tio als exèrcits d'Ali Diara de Segu i d'Ahmadou Ahmadou de Masina, i va ocupar Nyamina, Sansanding i finalment Segu el 10 de maig de 1861. La ciutat fou fortificada i l'islam imposat a tot el regne. El mateix 1861 va conquerir Masina després de derrotar una darrera resistència d'Ahmadou Ahmadou i de l'antic rei de Segu Ali Diara. L'exèrcit de Masina, dirigit per Ba Lobbo, fou derrotat altre cop per Umar amb 30.000 sofes, en una gran batalla el 8 d'abril de 1862 i en una segona batalla a Tiaewal poc després (els peuls eren 50.000) en la que va quedar ferit Ahmadou Ahmadou. Hamdallahi fou ocupada i el rei executat. Masina va quedar sotmesa i Umar va agafar el títol de sultà de Masina.
Poc després Umar va conquerir Tombuctú i la va saquejar però els maures kounta de la Bakkakiyya es van aliar als peuls que es van revoltar dirigits per Balobo, germà de l'executat rei de Masina, i junts van assetjar Hamdallahi durant 8 mesos; quan la gana va fer impossible la resistència, Umar va fer cremar la ciutat i es va refugiar als penyasegats de Bandiagara, on abandonat pels seus partidaris, va morir misteriosament, fent saltar una càrrega d'explosiu; el seu cos no es va trobar. El seu hereu fou el seu fill Ahmadou al-Kabir al-Madani que va governar (1864-1892) les regions orientals com a faama o virrei; com sobirà suprem o califa el va succeir el seu nebot Tidani Tal.

## Llegat
El seu imperi que anava de Masina al Falèmé i del Tinkisso al Sahel, va començar desaparèixer al cap de setze anys i es va extingir amb un quart de segle. Umar va deixar escrites diverses obres religioses destacant dues relatives a la secta Tidjaniyya del shaykh al-Tidjani.